# Tiếng Tây Ban Nha Colombia
Tiếng Tây Ban Nha Colombia (tiếng Tây Ban Nha: Español colombiano hoặc castellano colombiano) là một nhóm phương ngữ tiếng Tây Ban Nha được nói ở Colombia như là ngôn ngữ quốc gia chính thức chung. Sau México, đây là quốc gia có nhiều người nói tiếng Tây Ban Nha lớn thứ nhì (với tỷ lệ 99,2% dân số nói tiếng Tây Ban Nha, trong tổng số hơn 50 triệu người hiện nay), hơn cả số người nói tiếng Tây Ban Nha ở Tây Ban Nha. Thuật ngữ này có liên quan đến địa lý nhiều hơn là liên quan đến ngôn ngữ, vì các phương ngữ được nói ở các khu vực khác nhau của Colombia khá đa dạng. Giọng tại các khu vực ven biển có xu hướng thể hiện sự đổi mới âm vị học điển hình của tiếng Tây Ban Nha Caribe, trong khi các giọng vùng cao thì không. Viện Caro và Cuervo ở Bogotá là tổ chức chính ở Colombia thúc đẩy nghiên cứu học thuật về ngôn ngữ và văn học của cả Colombia và phần còn lại của Tây Ban Nha châu Mỹ. Giọng có học thức tại Bogotá, một loại tiếng Tây Ban Nha nói chung nguyên thủy, có uy tín cao trong số những người nói tiếng Tây Ban Nha trên khắp châu Mỹ. Tiếng Tây Ban Nha là ngôn ngữ đồng chính thức trong các lãnh thổ của các nhóm dân tộc có ngôn ngữ và phương ngữ riêng và họ sử dụng song ngữ đồng thời trong giáo dục. Có khoảng 10 phương ngữ của tiếng Tây Ban Nha được sử dụng trong đất nước này.